# Wahlen zum Legislativrat in Kenia 1956
Die Wahlen zum Legislativrat in Kenia 1956 fanden im September 1956 in der damaligen britischen Kronkolonie Kenia statt.
Die nationalen Wahlen im Jahre 1956 waren die letzten Wahlen zum Legislativrat von Kenia, in denen nur Weiße und Inder wahlberechtigt waren. In den Legislativrat wurden 14 Europäer, sechs Inder und ein Araber gewählt.